# Lista chorążych reprezentacji Saint Kitts i Nevis na igrzyskach olimpijskich
Lista chorążych reprezentacji Saint Kitts i Nevis na igrzyskach olimpijskich – lista zawodników i zawodniczek reprezentacji Saint Kitts i Nevis, którzy podczas ceremonii otwarcia nowożytnych igrzysk olimpijskich nieśli flagę Saint Kitts i Nevis.

## Chronologiczna lista chorążych
| Lp. | Rok i miejsce | Chorąży       | Dyscyplina    |
| --- | ------------- | ------------- | ------------- |
| 1   | 1996, Atlanta | Diane Francis | Lekkoatletyka |
| 2   | 2000, Sydney  | Kim Collins   | Lekkoatletyka |
| 3   | 2004, Ateny   | Kim Collins   | Lekkoatletyka |
| 4   | 2008, Pekin   | Virgil Hodge  | Lekkoatletyka |
| 5   | 2012, Londyn  | Kim Collins   | Lekkoatletyka |
| 6   | 2016, Rio     | Antoine Adams | Lekkoatletyka |